# Comuna Kureankî, Bilohirea
Kureankî (în ucraineană Кур'янки) este o comună în raionul Bilohirea, regiunea Hmelnîțkîi, Ucraina, formată din satele Derjakî, Kureankî (reședința) și Șîmkivți.

## Demografie
Componența lingvistică a comunei Kureankî
     Ucraineană (99,61%)
     Alte limbi (0,39%)
Conform recensământului din 2001, majoritatea populației comunei Kureankî era vorbitoare de ucraineană (99,61%), existând în minoritate și vorbitori de alte limbi.